# Lyconus pinnatus
Lyconus pinnatus és una espècie de peix pertanyent a la família dels merlúccids.

## Descripció
- Pot arribar a fer 35 cm de llargària màxima.
- Cua filamentosa.[4][5]

## Hàbitat
És un peix marí, pelàgic-oceànic i de clima polar que viu entre 150 i 700 m de fondària (si més no, els joves). Els individus adults viuen a la plataforma continental i les elevacions submarines.

## Distribució geogràfica
Es troba a l'Atlàntic sud, probablement circumantàrtic.

## Observacions
És inofensiu per als humans.